# NGC 1713
NGC 1713 (również PGC 16471 lub UGC 3222) – galaktyka eliptyczna (E), znajdująca się w gwiazdozbiorze Oriona. Odkrył ją William Herschel 1 stycznia 1786 roku. Jest to galaktyka z aktywnym jądrem.